# Internationella kooperativa alliansen
Internationella Kooperativa Alliansen (IKA; engelsk förkortning ICA) är en internationell organisation för kooperativ och nationella organisationer inom den kooperativa rörelsen. IKA bildades 1895 och har sitt huvudkontor i Bryssel. från 2012 Antalet medlemsorganisationer är 251 i 93 länder.
Väinö Tanner var ordförande i Internationella kooperativa alliansen 1927-1945.